# Featuring...Eazy-E
Albums de Eazy-E
Impact of a Legend
(2002) Tri-Pack
(2010)
Featuring...Eazy-E est une compilation posthume d'Eazy-E, sortie le 4 décembre 2007.
Cet album contient des titres d'Eazy-E extraits de ses albums solo, des morceaux de son groupe N.W.A ainsi que d'autres rappeurs.

## Liste des titres
| No  | Titre                    | Interprète(s)                                             | Durée |
| --- | ------------------------ | --------------------------------------------------------- | ----- |
| 1.  | Luv 4 Dem Gangsta'z      | Eazy-E                                                    | 4:34  |
| 2.  | 2 Hard Muthas            | MC Ren featuring Eazy-E                                   | 4:25  |
| 3.  | Trust No Bitch           | Penthouse Players Clique featuring Eazy-E, DJ Quik et AMG | 5:02  |
| 4.  | L.A. Is the Place        | Ron-De-Vu featuring Eazy-E                                | 4:34  |
| 5.  | Findum, Fuckum & Flee    | N.W.A                                                     | 3:56  |
| 6.  | Get Yo Ride On           | Mack 10 featuring Eazy-E et MC Eiht                       | 3:30  |
| 7.  | Black Nigga Killa        | Eazy-E                                                    | 4:48  |
| 8.  | We Want Eazy (12" Remix) | Eazy-E                                                    | 6:39  |
| 9.  | Foe tha Love of $        | Bone Thugs-N-Harmony featuring Eazy-E                     | 4:11  |
| 10. | I'd Rather Fuck You      | N.W.A                                                     | 3:58  |
| 11. | 24 Hours to Live         | Eazy-E                                                    | 4:43  |
| 12. | Boyz-n-the-Hood (G-Mix)  | Eazy-E                                                    | 5:39  |
| 13. | Fat Girl                 | N.W.A                                                     | 2:49  |
| 14. | Automobile               | N.W.A                                                     | 3:16  |
| 15. | P.S. Phuk U 2            | Penthouse Players Clique featuring Eazy-E et DJ Quik      | 3:24  |
| 16. | Ruthless Villain         | MC Ren featuring Eazy-E                                   | 2:57  |